# Par amour (film, 2012)
Pour les articles homonymes, voir Par amour.
Pour plus de détails, voir Fiche technique et Distribution.
Par amour est une comédie dramatique française réalisée par Laurent Firode sorti en 2012.

## Synopsis
Dans un cours de théâtre amateur où l'on répète Roméo et Juliette, les élèves, tous plus maladroits et sincères les uns que les autres, vont se retrouver à vivre des histoires d'amour aussi intenses que celle de la pièce.  
Sous l'œil attentif de leur professeur, chacun va peu à peu se dévoiler, confrontant ses propres désirs et peurs. Entre déclarations passionnées, moments de doute et quiproquos embarrassants, ces apprentis comédiens vont découvrir que l'amour, tout comme le théâtre, peut être à la fois beau et douloureux.  
Alors, de quoi est-on capable par amour ? Du meilleur comme du pire… et souvent des deux à la fois, avec une bonne dose d’émotions et de tendresse. 

## Fiche technique
- Réalisation : Laurent Firode
- Scénario : Laurent Firode
- Photographie : Matthieu Misiraca
- Son : Arnaud Trochou
- Durée : 115 minutes
- Date de sortie :
  -  France : 26 décembre 2012

## Distribution
- Valérie Mairesse : Martine
- Valérie Vogt : Anne
- Frédéric Bouraly : Didier
- Sophie Mounicot : Florence
- Jean-Paul Muel : Angelo
- Patrick Dross : Julien
- Irène Ismaïloff : Marie
- Nicky Naudé : Étienne
- Mata Gabin : Elisabeth
- Philippe Duquesne : Alain
- Sofiia Manousha : Morgane
- Renato Ribeiro : Sacha
- Nanou Garcia : Francine
- Éric Savin : Joseph
- Husky Kihal : Victor
- Alain Zef : Rémi
- Jonathan Drillet : Nicolas
- Jean-François Dérec et Max Morel : eux-mêmes
- Fahd Acloque